# 贝尔丰
贝尔丰（法語：Belfonds，法語發音：[bɛlfɔ̃] ⓘ）是法国奥恩省的一个市镇，属于阿朗松区。

## 地理
贝尔丰（48°36'39"N, 0°7'4"E）面积14.29 平方千米，位于法国诺曼底大区奧恩省，该省份为法国西北部内陆省份，北起顺时针与卡爾瓦多斯省、厄尔省、厄尔-卢瓦省、萨尔特省、马耶讷省和芒什省接壤。
与贝尔丰接壤的市镇（或旧市镇、城区）包括：莫尔特雷、拉费里耶尔贝谢、马塞、塞镇。

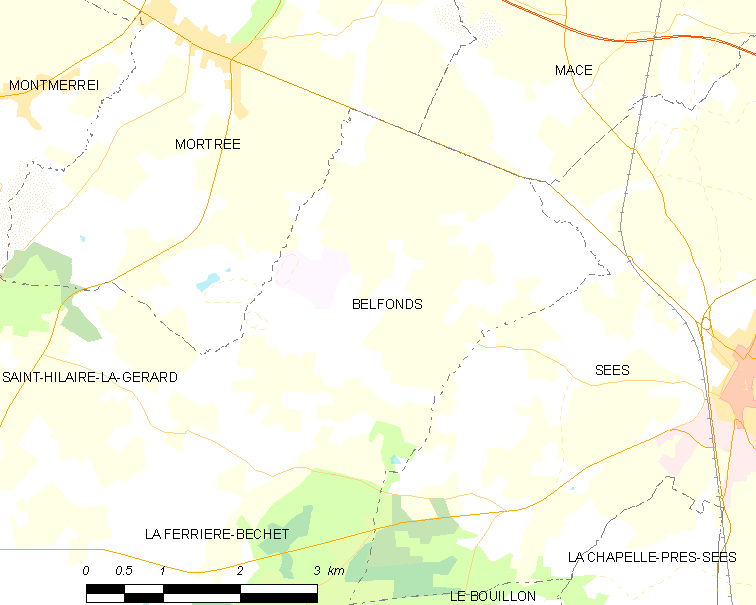
贝尔丰的OSM定位图

贝尔丰的时区为UTC+01:00、UTC+02:00（夏令时）。

## 行政
贝尔丰的邮政编码为61500，INSEE市镇编码为61036。

## 政治
贝尔丰所属的省级选区为塞镇县。

## 人口

1962-2008年间贝尔丰人口变化图示

贝尔丰于2022年1月1日时的人口数量为208人。